# Der Bergdoktor – Wunschkind
Wunschkind ist eine 90-minütige Episode der deutsch-österreichischen Fernsehserie Der Bergdoktor des ZDF und ORF. Es ist die erste Episode der neunten Staffel bzw. läutete die neunte Staffel ein, ohne an die Geschehnisse des Endes der achten Staffel anzuknüpfen, was erst die nächste Episode, Lebendig begraben, tat.
Die Erstausstrahlung in Deutschland und Österreich war am Donnerstag, dem 23. Dezember 2015, zeitgleich zur Hauptsendezeit um 20:15 Uhr auf den Sendern ZDF und ORF 2.

## Handlung
Lisbeth entdeckt nach einer Chorprobe in der Kirche einen abgestellten Korb mit einem Baby darin. Sie nimmt es mit auf den Hof und kümmert sich darum, solange das Jugendamt wegen Unterbesetzung keine Zeit hat, das Kind zu nehmen. Doch das Baby, welches sie Ben nennt, ist krank, bekommt hohes Fieber und muss ins Krankenhaus. Die Mutter ist Julia, deren Schwester Marlies hatte das Kind unbemerkt in die Kirche gebracht, weil sie wieder mit ihrem Freund Markus Hausmann zusammenkommen wollte, den sie verlassen hatte, als sie erfuhr, dass sie schwanger ist, weil sie ihn betrogen hatte und wusste, dass sie von Markus keine Kinder kriegen kann, was schon vor Jahren von Ärzten festgestellt worden war. Julia denkt also, dass Felix der Vater ist.
Felix ist noch recht jung und ist Extremsportler auf Skiern. Er arbeitet in derselben Firma wie Julia, welche Markus gehört, dem wegen des so hohen Verletzungsrisikos Felix’ Sport nicht gefällt. Lilli Gruber will Felix zeigen, dass sie auch gut ist, verstaucht sich dabei jedoch den Knöchel.
Bergdoktor Martin Gruber ist dahintergekommen, dass Marlies Leitner das Baby in die Kirche gebracht hat, doch diese will nicht verraten, wer die Mutter ist. Die Mutter ist aber wichtig, denn das Baby schwebt in Lebensgefahr. Als Marlies dann Julia davon überzeugen kann und diese ins Krankenhaus fährt, stellt sich heraus, dass sie nicht dieselbe Blutgruppe hat wie das Kind. Sie muss also den Vater bitten, woraufhin sie Felix aufsucht und ihm alles erzählt. Der ist zuerst sehr überrascht, ist dann aber einverstanden, doch auch Felix hat nicht dieselbe Blutgruppe wie das Kind, ist also nicht der Vater.
Es stellt sich heraus, dass doch Markus der Vater des Kindes ist und das monatelange Verstecken gar nicht nötig gewesen wäre.

## Rezeption

### Kritiken
„Neben all der Action findet der Film noch Zeit für viele nostalgische weihnachtlich-winterliche Impressionen. Dazu trägt besonders die hervorragende Lichtsetzung mit jeder Menge Kerzen und die ausgezeichnete Kamera von Tobias Platow und Aljoscha Hennig bei. Handwerklich ist das tadellos gemacht und die Darsteller sind sichtlich gerne bei der Sache.
Dazu setzt der Film gekonnt auf weihnachtliche Themen wie Kinder, Verantwortung, Vergebung und strukturiert das im Handlungsverlauf ganz unverkrampft so clever, dass er seine Spannung bis in die letzte Minute aufrechterhält.“

### Einschaltquoten
Die deutsche Erstausstrahlung am 23. Dezember 2015 im ZDF verfolgten insgesamt 6,25 Millionen Zuschauer, was einem Marktanteil von 20,2 % beim Gesamtpublikum entsprach. Bei den Jüngeren zwischen 14 und 49 Jahren schalteten 0,91 Millionen (9,0 % Marktanteil) ein.